# Margarida Aritzeta i Abad
Margarida Aritzeta i Abad (Valls, 20 de julio de 1953) es una escritora española. Ha sido profesora de teoría de la literatura y literatura comparada en la Universidad Rovira i Virgili (Tarragona) hasta septiembre de 2018.

## Trayectoria
Nació en Valls (Tarragona), donde reside después de haber estudiado y vivido durante un tiempo en Barcelona. Durante los años de su formación, hizo tres cursos de Bellas Artes en la Escola Sant Jordi de Barcelona (actualmente Facultad de Bellas Artes), que inicialmente combinaba con los estudios de filosofía y letras en la Universitat de Barcelona, hasta que abandonó Bellas Artes para dedicarse plenamente a los estudios humanísticos.
Entró en contacto con el mundo literario y conoció escritores, figuras de referencia, que comenzaron a volver del exilio, así como a los entonces jóvenes de la generación de los setenta, con quien entabló amistad y relaciones literarias, aunque no comenzó a publicar hasta la década de los 80.
Participó en el colectivo literario Ofèlia Dracs desde 1983, justo cuando el colectivo preparaba la edición de Negra i consentida (1983) y comenzaba a trabajar en una recopilación que nunca vio la luz y que se tenía que llamar La primera vegada.
Ha publicado cuentos con Ofèlia Dracs en los volúmenes Essa era (1985), Boccato di cardinali (1985) i Misteri de reina (1994) y ha formado parte hasta que el colectivo dejó de reunirse, ya que nunca se disolvió, después de la muerte de Joaquim Soler y de Jaume Fuster.
Es profesora, licenciada en historia moderna y doctora en filología catalana por la Universidad de Barcelona, donde hizo el doctorado con una tesis sobre el poeta y crítico Josep Lleonart. Ha colaborado en la radio (Ràdio Reus) y en varias publicaciones periódicas como el Diari Avui. La mayor parte de su vida profesional la ha dedicado a la docencia, a la investigación y a la escritura.
Al inicio de su actividad profesional, fue profesora de secundaria durante tres años. En el curso 1979-80 se vinculó profesionalmente en la Divisió VII de la Universidad de Barcelona, que luego fue conocida como Universidad Rovira i Virgili (URV), donde trabajó hasta el final del curso 2018. Desde la URV, ha colaborado en proyectos docentes y de investigación de otras universidades, como la UAB y la UOC, con la ICE de la UB y con la Escuela de Administración Pública de Cataluña. Ha participado en coloquios y congresos sobre literatura en distintos lugares de Europa, América y Asia (Beijing). También ha organizado cursos de posgrado y másteres sobre literatura, sobre escritura literaria y guionaje y ha impartido cursos de literatura en universidades de Argentina y Cuba a través del programa Intercampus. Precisamente en Cuba, donde nació su madre, empezó una de las líneas temáticas de su obra narrativa con L'herència de Cuba. 
Otra de las líneas de su narrativa tiene relación con Valls y con la masía en la que nació, donde entre 1946 y 1947 vivieron durante nueve meses cuatro guerrilleros que pertenecían a la Agrupació Guerrillera de Catalunya y fueron detenidos en el llamada "Caída de los 80" y procesados en el consejo de guerra sumarísimo 35836. El conocimiento de esta historia, anterior a su nacimiento, ha dado lugar a la novela verídica El pou dels maquis y al volumen El pou dels maquis. Los hechos documentos en los que se explica el proceso de documentación y entrevistas con los supervivientes.
Su primera obra publicada es el ensayo Carrasclet-Veciana, elements per a l'anàlisi de la guerrilla antiborbònica(1979). Ha publicado sobre todo novelas, algunas de ellas dirigidas al público infantil y juvenil. Ha cultivado también la novela de género, la novela negra, la ciencia ficción y el género fantástico.
Su actividad como profesora universitaria le llevó a publicar numerosos trabajos de investigación, estudios de literatura y ediciones críticas, entre las que destaca la edición de una parte del Calaix de Sastre del barón de Maldà y varios estudios sobre Narcís Oller, entre otros muchos.
Entre 2006 y 2010, formó parte del Gobierno de la Generalidad de Cataluña como directora general de la Acción Departamental del Departamento de Vicepresidencia y de la Oficina, promovió varios proyectos, como la creación de la Comisión de conmemoraciones históricas y culturales del gobierno. La representación de la Generalidad en Alguer, o el Eurodistrito del Espacio Transfronterizo Catalán, un proyecto liderado por la Cámara de la Generalidad de Cataluña en Perpiñán.